# Motivation
Motivation – piosenka R&B stworzona przez Richarda Butlera, Dwayne’a Cartera, Jamesa Scheffera i Daniela Morrisa na trzeci album studyjny amerykańskiej piosenkarki Kelly Rowland, Here I Am (2011). Wyprodukowany przez Jima Jonsina oraz nagrany z gościnnym udziałem rapera Lila Wayne’a, utwór wydany został dnia 12 kwietnia 2011 stając się pierwszym amerykańskim singlem promującym wydawnictwo.
Oficjalny remiks singla stworzony został przez amerykańskiego DJ-a Diplo i zawiera on elementy muzyki elektronicznej uzyskane poprzez moderację głosu Rowland sprawiając wrażenie śpiewu w stylu dubstep. Pomimo braku jakiejkolwiek promocji przed datą wydania w kwietniu 2011, kompozycja znalazła się na notowaniu Billboard Hot R&B/Hip-Hop Songs, ostatecznie zajmując pozycję #1 w zestawieniu.

## Informacje o singlu
Początkowa koncepcja promocji albumu Here I Am zakładała wydanie jednego singla przeznaczonego na rynki międzynarodowe – utwór "Commander", zaś dwóch singli na rynek amerykański. "Rose Colored Glasses" rozesłany został do popowych rozgłośni radiowych natomiast kompozycja "Grown Woman" promowana była w rozgłośniach ukazujących muzykę urban (m.in. gatunki R&B, hip-hop). Z powodu braku komercyjnego sukcesu jakiegokolwiek z utworów przeznaczonych na amerykański rynek, Rowland we wrześniu 2010 roku zdecydowała się na powrót do studia nagraniowego, aby rozpocząć prace nad nowym materiałem na album. W lutym 2011 wokalistka podczas jednego z wywiadów wyznała, iż utwór "Motivation" został głównym singlem promującym wydawnictwo w Stanach Zjednoczonych. Miesiąc później nastąpiła oficjalna premiera kompozycji.
"Motivation" to wolna piosenka gatunku R&B. Podkład muzyczny utworu powstał przy udziale klasycznej klawiatury muzycznej wzbogaconej zaprogramowanymi bitami oraz dźwiękiem syntezatorów. Warstwa liryczna posiada liczne nawiązania do seksu. Według Scotta Shetlera z AOL Music piosenkarka używa słów, aby zapewnić swojego kochanka "że będzie jego motywacją".

## Recenzje
Ryan Brockington, redaktor gazety New York Post, był pierwszą osobą, która zrecenzowała utwór. W swojej recenzji nawiązał on do poprzedniego oficjalnego singla artystki pisząc "singel to znaczny obrót w porównaniu z brzmieniami dance synth pop jakie Kelly wydawała w poprzednim roku i wydaje się, że wokalistka pragnie wrócić do świata hip-hopu łącząc siły z Lil Wayne’em, którego wokal przypomina działanie daru dotyku króla Midasa". Recenzenci witryn Rap-Up oraz AOL Music stwierdzili, iż piosenka jest "seksowna". Becky Bain ze strony internetowej Idolator utwór się nie spodobał z powodu nie bycia pamiętnym. Krótką recenzję zakończono zdaniem "wokalistka będzie potrzebowała innego hitu promującego jej album, który w końcu i tak nie zyska sukcesu". Tygodnik Billboard umieścił piosenkę na miejscu piątym w rankingu dwudziestu najlepszych piosenek roku 2011 sporządzonym przez krytyków muzycznych pracujących dla magazynu.

## Wydanie singla
Pomimo iż singel nie był dostępny w sprzedaży do dnia 12 kwietnia 2011, jedenaście dni wcześniej zadebiutował on na amerykańskim notowaniu Hot R&B/Hip-Hop Songs na pozycji #55. W następnych tygodniach kompozycja notowała awanse, głównie dzięki częstej rotacji w stacjach radiowych prezentujących format urban, by w dziesiątym tygodniu po debiucie znaleźć się na szczycie zestawienia datowanego 23 maja 2011. "Motivation" jest pierwszym singlem Rowland, który znalazł się na miejscu pierwszym na owej liście jako głównej artystki, zaś drugim w całej solowej karierze – po utworze "Dilemma" Nelly’ego z roku 2002, w którym piosenkarka pojawiła się gościnnie. Na szczycie listy Hot R&B/Hip-Hop Songs piosenka w sumie spędziła siedem tygodni.
Po premierze utworu w sklepach cyfrowych, "Motivation" zadebiutował na oficjalnym amerykańskim notowaniu najlepiej sprzedających się singli Billboard Hot 100 na pozycji #55. Kompozycja, jako najwyższe, osiągnęła miejsce #17 w owym zestawieniu i jest do tej pory najwyżej notowanym utworem w solowej karierze Rowland, po singlu "Dilemma" Nelly’ego, który znalazł się na szczycie oficjalnej listy a nagrany został z gościnnym udziałem piosenkarki. "Motivation" to również pierwsza notowana na Hot 100 piosenka wokalistki od roku 2009, kiedy to singel "When Love Takes Over" osiągnął pozycję #73.

## Teledysk
Teledysk do singla nagrywany był pod koniec marca 2011 oraz reżyserowany przez Sarah Chatfield. Twórcą choreografii jest Frank Gatson. Podczas wywiadu udzielonego na pokazie mody autorstwa Roberto Cavalli, Rowland wyznała, iż poszukuje "kobiecych, seksownych projektów" do "seksownego, kobiecego teledysku". Oficjalna premiera wideoklipu miała miejsce w programie 106 & Park stacji telewizyjnej BET dnia 4 kwietnia 2011.
Wideo rozpoczyna się w oświetlonym na kolor niebieski magazynie, po którym wokalistka spaceruje w fioletowym kostiumie kąpielowym oraz czarnym płaszczu otoczona przez półnagich mężczyzn i kobiety. Kolejne ujęcia prezentują taniec wykonywany przez piosenkarkę oraz tancerzy. Następne kadry teledysku przedstawiają rapującego Lil Wayne’a opartego o ścianę i stojącego na oświetlonym łóżku. Końcowe sceny klipu ukazują Rowland tańczącą wśród mężczyzn oraz pozującą w towarzystwie półnagich par.

## Listy utworów i formaty singla
- Digital download[11]

1. "Motivation" featuring Lil Wayne – 3:51

- Digital download Remix[18]

1. "Motivation" (Diplo Remix) – 3:56

## Pozycje na listach
| Lista przebojów (2011)               | Najwyższa pozycja |
| ------------------------------------ | ----------------- |
| Kanada (Canadian Hot 100)            | 99                |
| US Billboard Hot 100                 | 17                |
| US Hot R&B/Hip-Hop Songs (Billboard) | 1                 |

## Daty wydania
| Region            | Data             | Format           | Wytwórnia                |
| ----------------- | ---------------- | ---------------- | ------------------------ |
| Stany Zjednoczone | 12 kwietnia 2011 | digital download | Universal Motown         |
| Francja           | 13 maja 2011     | digital download | Barclay Records          |
| Niemcy            | 13 maja 2011     | digital download | Universal Music          |
| Wielka Brytania   | 15 maja 2011     | digital download | Universal-Island Records |